# Callionymus draconis
Callionymus draconis är en fiskart som beskrevs av Nakabo, 1977. Callionymus draconis ingår i släktet Callionymus och familjen sjökocksfiskar. Inga underarter finns listade.